# Përparim Hetemaj
Përparim Hetemaj (Skënderaj, 12 december 1986) is een Fins-Kosovaars voetballer die doorgaans als middenvelder speelt. Hij verruilde Reggina 1914 in 2022 voor HJK Helsinki. Hetemaj debuteerde in 2009 in het Fins voetbalelftal, net als zijn jongere broer Mehmet.

## Clubcarrière
Hetemaj debuteerde in 2005 in het betaald voetbal in het shirt van HJK Helsinki. In de zomer van 2006 maakte hij Hetemaj voor een transfersom van € 450.000 de overstap naar AEK Athene. Daarmee speelde hij in onder meer de UEFA Champions League. In februari van 2007 liep Hetemaj een zware blessure op bij het Finse B-elftal. Daardoor was hij tijd niet inzetbaar. AEK verhuurde hem in januari van 2008 een half seizoen aan Apollon Kalamarias. In seizoen 2008/2009 keerde Hetemaj terug bij AEK en speelde hij dat seizoen nog vijftien wedstrijden voor de club.
Als onderdeel van de aankoop van Youssouf Hersi vertrok Hetemaj naar FC Twente, waar hij een eenjarig contract tekende met een optie voor twee extra jaren. Voor Twente speelde hij alleen in een KNVB bekerduel tegen SC Joure. Op 1 februari 2010 maakte Hetemaj per direct de overstap van FC Twente naar Brescia. Dat verruilde hij anderhalf seizoen later voor Chievo Verona. Na periodes bij Benevento en Reggina 1914 keerde hij in 2022 terug naar Finland om weer uit te komen voor HJK Helsinki.

## Interlandcarrière
Hetemaj maakte op 4 februari 2009 zijn debuut in het Fins voetbalelftal, toen hij in een met 5-1 verloren duel tegen Japan na 85 minuten inviel voor Kari Arkivuo. Ook Teemu Pukki, Tomi Maanoja, Joni Aho, Tuomo Turunen, Jukka Raitala, Mehmet Hetemaj, Tim Sparv en Jarno Parikka maakten in die wedstrijd voor het eerst hun opwachting in de nationale ploeg.
| Interlanddoelpunten | Interlanddoelpunten | Interlanddoelpunten | Interlanddoelpunten     | Interlanddoelpunten | Interlanddoelpunten | Interlanddoelpunten | Interlanddoelpunten |
| №                   | Datum               | Locatie             | Wedstrijd               | Goal(s)             | Score               | Uitslag             | Competitie          |
| ------------------- | ------------------- | ------------------- | ----------------------- | ------------------- | ------------------- | ------------------- | ------------------- |
| 1                   | 26 mei 2012         | Salzburg            | Turkije – Finland       | 90+1'               | 2 – 3               | 2 – 3               | Oefeninterland      |
| 2                   | 15 augustus 2012    | Belfast             | Noord-Ierland – Finland | 78'                 | 2 – 3               | 3 – 3               | Oefeninterland      |
| 3                   | 14 november 2012    | Nicosia             | Cyprus – Finland        | 29'                 | 0 – 2               | 0 – 3               | Oefeninterland      |
| 4                   | 31 mei 2014         | Ventspils           | Finland – Estland       | 49'                 | 1 – 0               | 2 – 0               | Oefeninterland      |

## Erelijst
HJK Helsinki
- Fins landskampioen

2006
- Suomen Cup

2006